# Saint-Pierre-la-Garenne
Saint-Pierre-la-Garenne és un municipi francès situat al departament de l'Eure i a la regió de Normandia. L'any 2007 tenia 874 habitants.

## Demografia

### Població
El 2007 la població de fet de Saint-Pierre-la-Garenne era de 874 persones. Hi havia 336 famílies de les quals 68 eren unipersonals (32 homes vivint sols i 36 dones vivint soles), 116 parelles sense fills, 116 parelles amb fills i 36 famílies monoparentals amb fills.
La població ha evolucionat segons el següent gràfic:
Habitants censats

### Habitatges
El 2007 hi havia 380 habitatges, 341 eren l'habitatge principal de la família, 25 eren segones residències i 14 estaven desocupats. 360 eren cases i 14 eren apartaments. Dels 341 habitatges principals, 288 estaven ocupats pels seus propietaris, 40 estaven llogats i ocupats pels llogaters i 13 estaven cedits a títol gratuït; 6 tenien una cambra, 13 en tenien dues, 50 en tenien tres, 106 en tenien quatre i 166 en tenien cinc o més. 251 habitatges disposaven pel capbaix d'una plaça de pàrquing. A 151 habitatges hi havia un automòbil i a 168 n'hi havia dos o més.

### Piràmide de població
La piràmide de població per edats i sexe el 2009 era:
| Homes | Edats   | Dones |
| ----- | ------- | ----- |
| 0     | 95 o +  | 0     |
| 0     | 90 a 94 | 0     |
| 0     | 85 a 89 | 4     |
| 0     | 80 a 84 | 12    |
| 4     | 75 a 79 | 8     |
| 24    | 70 a 74 | 8     |
| 24    | 65 a 69 | 28    |
| 20    | 60 a 64 | 36    |
| 32    | 55 a 59 | 24    |
| 48    | 50 a 54 | 32    |
| 44    | 45 a 49 | 48    |
| 20    | 40 a 44 | 32    |
| 24    | 35 a 39 | 20    |
| 28    | 30 a 34 | 36    |
| 20    | 25 a 29 | 20    |
| 16    | 20 a 24 | 24    |
| 36    | 15 a 19 | 24    |
| 44    | 10 a 14 | 28    |
| 12    | 5 a 9   | 24    |
| 20    | 0 a 4   | 28    |

## Economia
El 2007 la població en edat de treballar era de 589 persones, 431 eren actives i 158 eren inactives. De les 431 persones actives 397 estaven ocupades (217 homes i 180 dones) i 34 estaven aturades (19 homes i 15 dones). De les 158 persones inactives 66 estaven jubilades, 45 estaven estudiant i 47 estaven classificades com a «altres inactius».

### Ingressos
El 2009 a Saint-Pierre-la-Garenne hi havia 348 unitats fiscals que integraven 933,5 persones, la mediana anual d'ingressos fiscals per persona era de 20.381 €.

### Activitats econòmiques
Dels 46 establiments que hi havia el 2007, 10 eren d'empreses de fabricació d'altres productes industrials, 8 d'empreses de construcció, 9 d'empreses de comerç i reparació d'automòbils, 2 d'empreses de transport, 3 d'empreses d'hostatgeria i restauració, 2 d'empreses d'informació i comunicació, 3 d'empreses financeres, 1 d'una empresa immobiliària, 6 d'empreses de serveis i 2 d'empreses classificades com a «altres activitats de serveis».
Dels 11 establiments de servei als particulars que hi havia el 2009, 3 eren tallers de reparació d'automòbils i de material agrícola, 1 paleta, 1 guixaire pintor, 1 fusteria, 1 lampisteria, 2 electricistes, 1 empresa de construcció i 1 restaurant.
L'any 2000 a Saint-Pierre-la-Garenne hi havia 11 explotacions agrícoles que ocupaven un total de 560 hectàrees.

## Equipaments sanitaris i escolars
El 2009 hi havia una escola elemental.

## Poblacions més properes
El següent diagrama mostra les poblacions més properes.